# Harry Payne
Pas d'image ? Cliquez ici

a Compétitions nationales et continentales officielles uniquement.

b Matchs officiels uniquement.
Harry Payne, né le 10 décembre 1907 à Llangyfelach et mort le 22 décembre 2000 à Morriston, est un joueur de rugby à XV gallois qui a joué avec l'équipe du pays de Galles en 1935 comme pilier. 

## Carrière
Harry Payne fait ses débuts pour le Swansea RFC en 1931, il joue avec Swansea contre les All Blacks à St. Helens en 1935. Swansea l'emporte 11 points à 3. Il est capitaine de Swansea en 1937-1938. Harry Payne dispute un seul test match le 21 décembre 1935, contre les All Blacks. La rencontre se solde par une victoire historique des Gallois. Il joue seulement avec le club de Swansea. Pendant la seconde guerre mondiale, enrôlé dans la Marine, il jouera avec elle. 

## Statistiques en équipe nationale
- Sélection en équipe nationale : 1
- 1 sélection en 1935